# Primera Divisió 1996-1997
La Primera Divisió 1996-1997 fu la seconda edizione del campionato andorrano di calcio, disputato tra l'ottobre 1996 e il 1º giugno 1997 e si concluse con la vittoria finale del Principat, al suo primo titolo.
Capocannoniere del torneo fu Patricio Gonzalez Fernandez (Principat) con 25 reti.

## Formula
Il numero di squadre partecipanti passò da 10 a 12 e disputarono incontri di andata e ritorno per un totale di 22 partite; le ultime tre classificate retrocedettero in Segona Divisió.
Per la prima volta le squadre andorrane furono ammesse a disputare le coppe europee: la vincitrice del campionato fu qualificata al primo turno della Coppa UEFA 1997-1998.
Il Montanbaldosa cambiò nome in FC Aldosa.
Il FC Aldosa venne retrocesso per motivi amministrativi e il Gimnastic Valira rimase nella massima divisione.

## Squadre partecipanti
| Club                  | Città               | Posizione 1995-96   |
| --------------------- | ------------------- | ------------------- |
| FC Aldosa             | La Massana          | 4°                  |
| FC Andorra Veterans   | Andorra la Vella    | Segona Divisió      |
| Deportivo La Massana  | La Massana          | 5°                  |
| FC Encamp             | Encamp              | Campione di Andorra |
| Sporting Engordany    | Escaldes-Engordany  | 6°                  |
| Inter Club d'Escaldes | Escaldes-Engordany  | 7°                  |
| Gimnastic Valira      | Escaldes-Engordany  | Segona Divisió      |
| UE Les Bons           | Encamp              | Segona Divisió      |
| Principat             | Andorra la Vella    | 2°                  |
| FC Santa Coloma       | Santa Coloma        | 3°                  |
| UE Sant Julià         | Sant Julià de Lòria | 8°                  |
| Spordany Juvenil      | Escaldes-Engordany  | 9°                  |

Tutte le partite furono disputate nello Estadi Comunal d'Aixovall.

## Classifica
|                    | Pos. | Squadra               | Pt | G  | V  | N | P  | GF  | GS  | DR   |
| ------------------ | ---- | --------------------- | -- | -- | -- | - | -- | --- | --- | ---- |
| Andorra (bandiera) | 1.   | Principat             | 61 | 22 | 20 | 1 | 1  | 115 | 12  | +103 |
|                    | 2.   | FC Andorra Veterans   | 59 | 22 | 19 | 2 | 1  | 84  | 25  | +59  |
|                    | 3.   | FC Encamp             | 41 | 22 | 12 | 5 | 5  | 66  | 25  | +41  |
|                    | 4.   | FC Santa Coloma       | 33 | 22 | 10 | 3 | 9  | 57  | 31  | +26  |
|                    | 5.   | FC Aldosa             | 33 | 22 | 10 | 3 | 9  | 34  | 37  | -3   |
|                    | 6.   | Sporting Engordany    | 30 | 22 | 8  | 6 | 8  | 51  | 39  | +12  |
|                    | 7.   | UE Sant Julià         | 30 | 22 | 9  | 3 | 10 | 38  | 52  | -14  |
|                    | 8.   | Deportivo La Massana  | 25 | 22 | 6  | 7 | 9  | 32  | 43  | -11  |
|                    | 9.   | Inter Club d'Escaldes | 25 | 22 | 7  | 4 | 11 | 31  | 48  | -17  |
|                    | 10.  | UE Les Bons           | 22 | 22 | 6  | 4 | 12 | 37  | 66  | -29  |
|                    | 11.  | Gimnastic Valira      | 16 | 22 | 4  | 4 | 14 | 31  | 84  | -53  |
|                    | 12.  | Spordany Juvenil      | 0  | 22 | 0  | 0 | 22 | 23  | 137 | -114 |

Legenda:

      Campione di Andorra e ammesso alla Coppa UEFA
      Retrocessa in Segona Divisió
Note:

Tre punti a vittoria, uno a pareggio, zero a sconfitta.

### Verdetti
- Campione di Andorra: Principat
- Qualificato alla Coppa UEFA: Principat
- Retrocesse in Segona Divisió: Spordany Juvenil, UE Les Bons, FC Aldosa